# 1 aprilie
ianuarie • februarie • martie  • aprilie  • mai  • iunie  • iulie  • august  • septembrie  • octombrie  • noiembrie  • decembrie
1 aprilie este a 91-a zi a calendarului gregorian și ziua a 92-a în anii bisecți. Mai sunt 274 de zile până la sfârșitul anului.
În anumite culturi este cunoscută ca Ziua păcălelilor.

## Evenimente

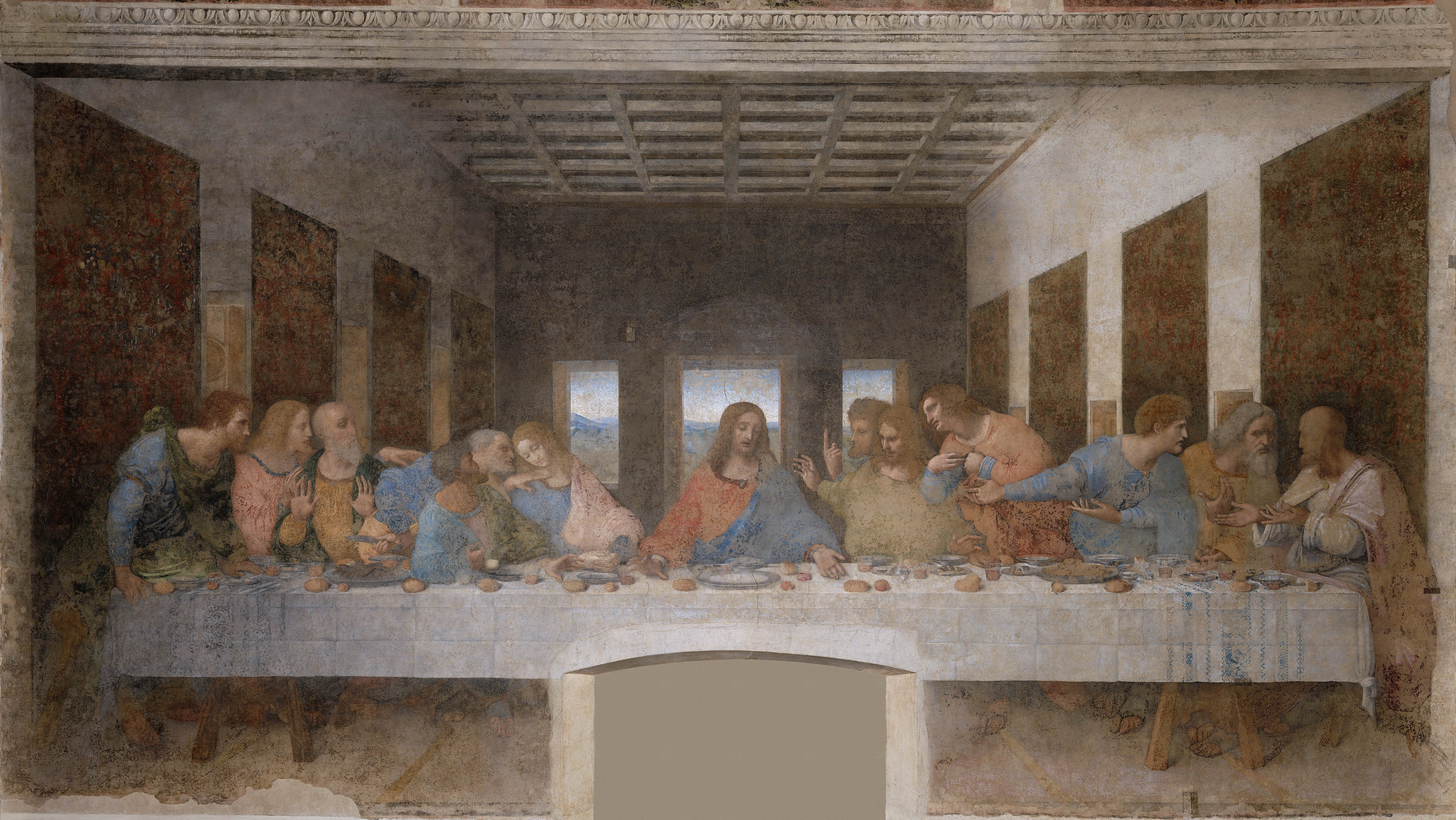
33: Conform relatării unui istoric, are loc Cina cea de Taină a lui Isus Hristos.

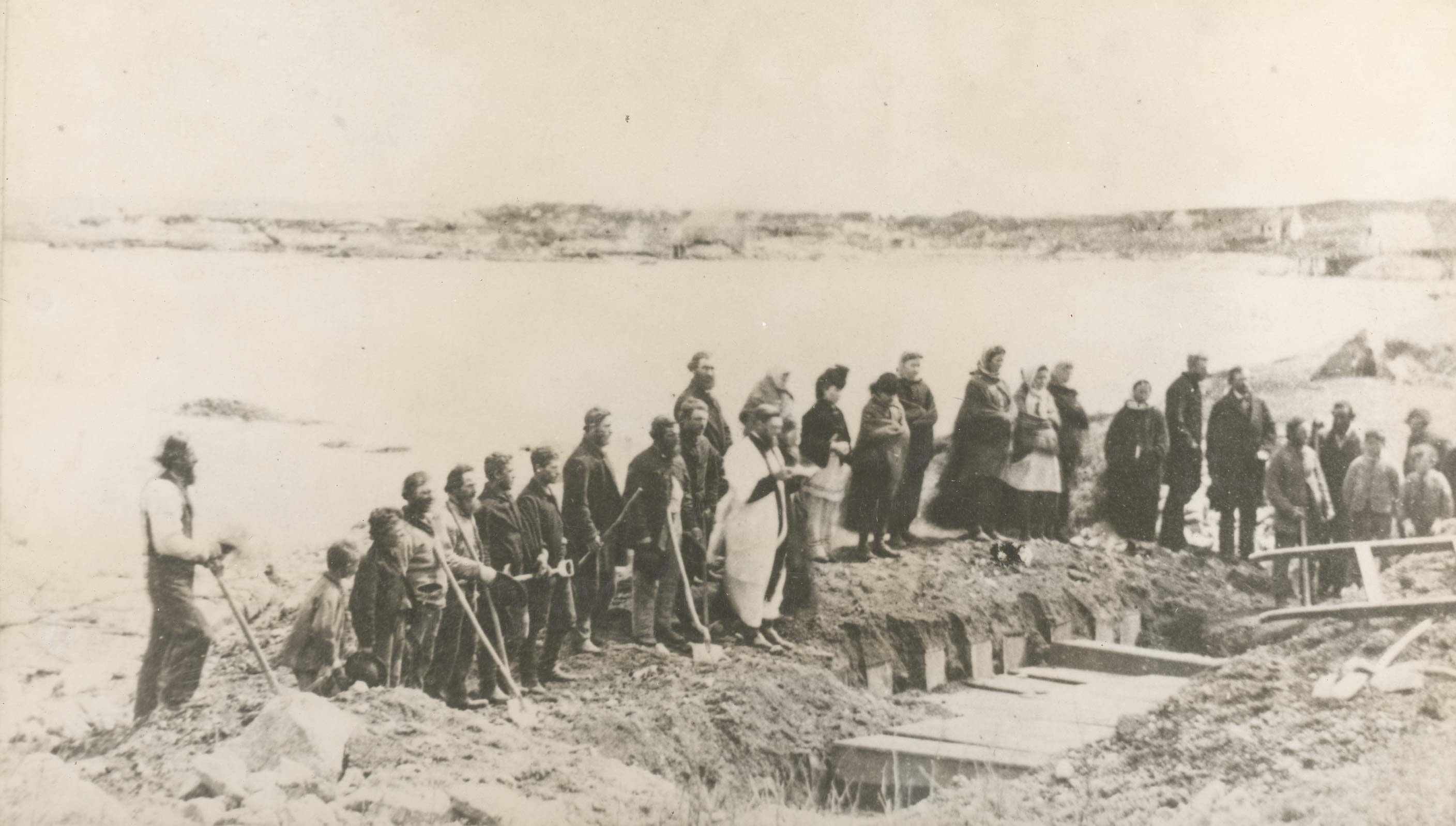
1873: Vasul cu aburi britanic RMS Atlantic se scufundă în largul insulei canadiene Nova Scoția din Oceanul Atlantic, provocînd moartea a 547 de persoane. În fotografie, serviciul de înmormântare pentru victimele naufragiului.

1921: Înființarea Operei Române din București.

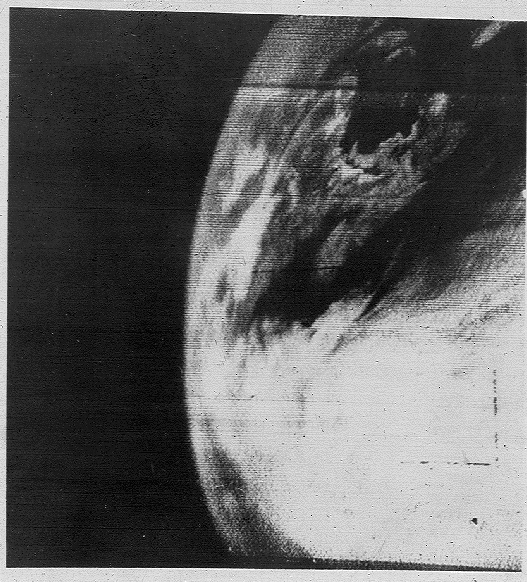
1960: Satelitul TIROS-1 transmite prima imagine de televiziune din spațiu

1977: Steve Jobs și Steve Wozniak au fondat Apple Computer, Inc.

- 0033: Conform relatării unui istoric,[care?] are loc Cina cea de Taină a lui Isus Hristos.[1][2]
- 0527: Împăratul bizantin Iustin I își numește nepotul, Iustinian I drept co-împărat și succesor la tron.
- 1582: Regele Carol al IX-lea al Franței ordonă schimbarea calendarului iulian cu cel gregorian.
- 1778: A fost creat simbolul dolarului american ($), de către designerul Oliver Pollock (New Orleans).
- 1784: Audiența lui Horea la împăratul Iosif al II-lea, în cadrul căreia îi prezintă situația țărănimii din Transilvania.
- 1824: Domnitorul Grigore Ghica aprobă propunerea arhitectului Hartl și a inginerului Freiwald de pavare a străzilor bucureștene cu piatră cioplită. Pavarea străzilor Bucureștiului va continua susținut pe toată durata domniei lui Grigore Ghica (1822-1828).
- 1859: Dubla alegere a lui Alexandru Ioan Cuza ca domn al Țării Românești și Moldovei, a fost recunoscută de Franța, Marea Britanie, Rusia, Prusia și Regatul Sardiniei, în cadrul Conferinței reprezentanților puterilor garante de la Paris.
- 1866: S-a înființat Societatea Literară Română, care, din 1/13 august 1867 s-a transformat în Societatea Academică Română, iar din 30 martie 1879 a devenit Academia Română.
- 1873: Vasul cu aburi britanic RMS Atlantic se scufundă în largul insulei canadiene Nova Scoția din Oceanul Atlantic, provocînd moartea a 547 de persoane.
- 1878: Mihail Kogălniceanu înaintează consulului general al Rusiei la București, D.F. Stuart, o notă de protest în legătură cu ocuparea de către trupele țariste care participaseră la războiul ruso-româno-turc a unor localități din România.
- 1891: William Wrigley înființează compania producătoare de gumă de mestecat care-i poartă numele (Wm. Wrigley Jr. Company).
- 1904: România aderă la Convenția internațională cu privire la unitatea tehnică a drumurilor de fier, încheiată la Berna, la 3 mai 1866.
- 1910: Se constituie, la București, "Comisia istorică a României", menită să asigure publicarea, în ediții critice, a cronicilor românești și a altor izvoare, inclusiv străine, referitoare la români.
- 1918: Înființarea Royal Air Force în Marea Britanie.
- 1919: România: Trecerea la calendarul gregorian (calendarul pe stil nou), adoptat prin Decretul-lege din 5 martie 1919. Ziua de 1 aprilie (stil vechi) devenea 14 aprilie (stil nou).
- 1921: Înființarea Operei Române din București.
- 1924: Întemeierea Societății de Radiodifuziune Sud-Vest la Frankfurt și a Societății de Radiodifuziune de la München.
- 1924: Sunt pronunțate sentințele în procesul participanților la Puciul din noiembrie (1923) de la München: cinci ani închisoare și amendă pentru Hitler și alți acuzați, achitarea generalului Ludendorff.
- 1937: Portul arab Aden devine colonie britanică.
- 1939: Sfârșitul războiului civil spaniol și începutul dictaturii lui Francisco Franco.
- 1941: Are loc masacrul de la Fântâna Albă, unde trupele sovietice ucid între 2000 și 4000 de români care au încercat să treacă granița din URSS în România.
- 1945: Al Doilea Război Mondial: Bătălia navală de la Okinawa; trupele americane cuceresc insula de la japonezi, după lupte violente, începând, astfel, ofensiva finală împotriva Japoniei.
- 1947: Paul devine rege al Greciei, după moartea fratelui său mai mare, George al II-lea.
- 1948: Forțele sovietice din Germania blochează căile de comunicație către sectoarele de ocupație american, britanic și francez din Berlin, declanșând prima criză a Războiului Rece.
- 1960: Satelitul TIROS-1 transmite prima imagine de televiziune din spațiu.
- 1979: Iran devine republică islamică în urma răsturnării șahului printr-un vot de 99%.
- 1977: Steve Jobs și Steve Wozniak au fondat Apple Computer, Inc.[3]
- 1995: Intră în vigoare Pactul de cooperare în domeniul securității, semnat de Albania și Turcia în februarie 1995.
- 1996: Prima Competiție Mondială de Speologie. România a fost invitată să participe.
- 1997: Cometa Hale-Bopp clasată printre primele opt ale secolului ca mărime și luminozitate, s-a aflat cel mai aproape de Soare, la 138 milioane de km și a atins un maxim de luminozitate.
- 1998: Austria, Germania și Italia au decis ridicarea controalelor de frontieră pentru comunicațiile terestre dintre cele trei țări
- 1998: Are loc, la București, reuniunea bilaterală România - Consiliul Europei, în care se discută elaborarea codului etic pentru avocați.
- 1998: Președintele Rusiei, Boris Elțîn, îi primește pe miniștrii energeticii din țările puternic dezvoltate. Aceștia s-au întâlnit pentru prima oară la Moscova, în cadrul "Grupului celor 8".
- 1999: În Marea Britanie, se introduce un nivel de bază al impozitelor de 10 procente, față de cel de 20 de procente aplicat până la această dată. Rata de bază a impozitelor se aplică de la o bază minimă de impozitare de 1.500 lire sterline din veniturile impozabile.
- 2000: Militarii ruși lansează o operațiune de recuperare a cadavrelor zecilor de soldați ai Moscovei care au căzut în timpul unui conflict provocat de ceceni.
- 2000: Cercetătorii din România protestează în fața ambasadelor din București și solicită vize.
- 2001: Fostul președinte iugoslav Slobodan Miloșevici (1997-2000) se predă forțelor poliției, pentru a fi trimis în fața Tribunalului internațional pentru crime de război de la Haga.[4]
- 2001: Olanda a devenit prima țară din lume care a legalizat căsătoriile între persoane de același sex.
- 2002: Olanda a devenit prima țară din lume unde eutanasia a fost legalizată în anumite condiții.
- 2002: Scriitorul american, Ray Bradbury, a primit cea de-a 2.193-a stea pe Walk of Fame din Hollywood.
- 2002: Ministerul Culturii și Cultelor a instituit Premii Naționale Anuale pentru spectacole realizate de teatrele românești în ultimele 12 luni.
- 2003: Vizita de stat în România a regelui Juan Carlos al Spaniei și a reginei Sofia, la invitația președintelui Ion Iliescu (1-3 aprilie).
- 2003: S-a constituit, la Sfântu Gheorghe, Mișcarea Civică Maghiară, organizație înființată la inițiativa unor membri ai aripii reformiste din cadrul UDMR Covasna.
- 2009: Albania și Croația devin membre NATO.
- 2020:  Turneul de tenis de la Wimbledon ediția 2020 a fost anulat pentru prima dată după cel de-Al Doilea Război Mondial, din cauza răspândirii COVID-19 în Regatul Unit.[5]

## Nașteri
- 1282: Împăratul Ludovic al IV-lea (d. 1347)
- 1578: William Harvey, medic englez (d. 1657)
- 1697: Antoine François Prévost, scriitor francez (d. 1763)
- 1776: Sophie Germain, matematiciană franceză (d. 1831)
- 1815: Otto von Bismarck, cancelar al Reichului german, în timpul împăratului Wilhelm I (d. 1898)
- 1816: David Urs de Margina, ofițer în armata imperială austriacă (d. 1897)
- 1819: Theodor Codrescu, traducător și prozator român (d. 1894)

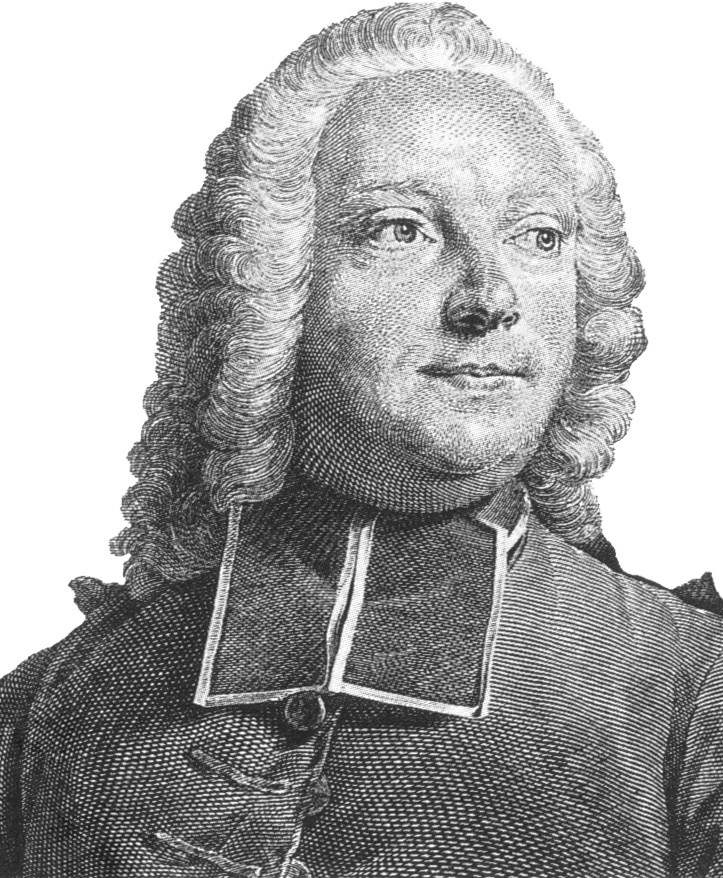
Antoine François Prévost, scriitor francez
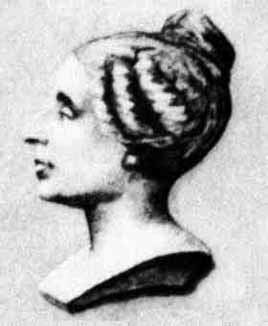
Sophie Germain, matematiciană franceză
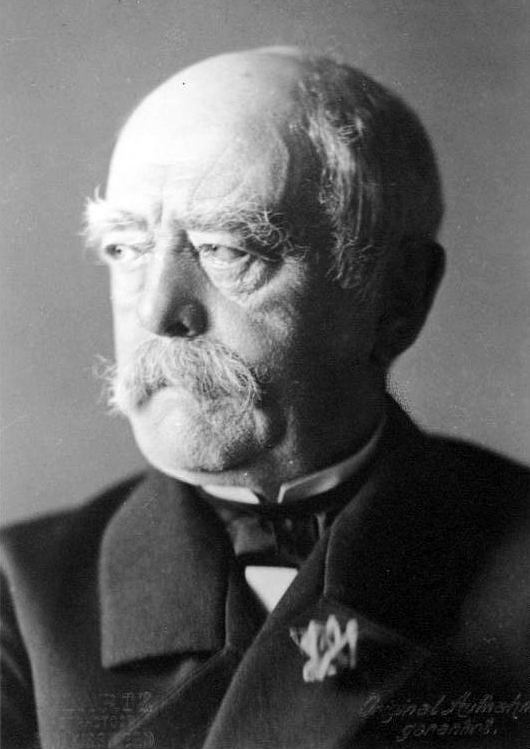
Otto von Bismarck, cancelar al Germaniei

- 1825: Augusta de Austria, prințesă de Bavaria (d. 1864)
- 1845: Prințesa Eugenia Maximilianovna de Leuchtenberg (d. 1925)
- 1851: Bernhard al III-lea, Duce de Saxa-Meiningen (d. 1928)
- 1865: Ștefan Cicio Pop, politician român, ministru de Externe și președinte al Camerei Deputaților (d. 1934)
- 1869: Edmond Rostand, dramaturg francez (d. 1918)
- 1873: Serghei Rahmaninov, compozitor și pianist rus (d. 1943)
- 1875: Edgar Wallace, scriitor și jurnalist britanic (d. 1932)
- 1881: Octavian Goga, poet, publicist și om politic român (d. 1938)
- 1882: Paul Anspach, scrimer belgian (d. 1981)
- 1885: Wallace Beery, actor american (d. 1949)
- 1888: Mircea Florian, filosof român (d. 1960)
- 1893: Constantin Iordăchescu, general de divizie al Armatei României (d. 1950)
- 1899: Gheorghe Cardaș, istoric literar român (d. 1984)
- 1908: Abraham Maslow, psiholog american (d. 1970)
- 1915: Tibor Cseres, scriitor, ziarist, critic și istoric literar maghiar (d. 1993)
- 1917: Paul Kazuo Kuroda, chimist și fizician nuclearist american de origine japoneză (d. 2001)
- 1919: Joseph E. Murray, medic chirurg american, laureat al Premiului Nobel (d. 2012)
- 1920: Toshirō Mifune, actor și regizor japonez (d. 1997)
- 1929: Milan Kundera, scriitor francez de origine cehă (d. 2023)
- 1932: Debbie Reynolds, actriță americană (d. 2016)
- 1933: Claude Cohen-Tannoudji, fizician francez, laureat al Premiului Nobel (1997)

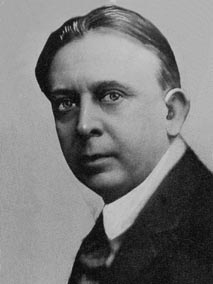
Octavian Goga, poet, publicist și om politic român
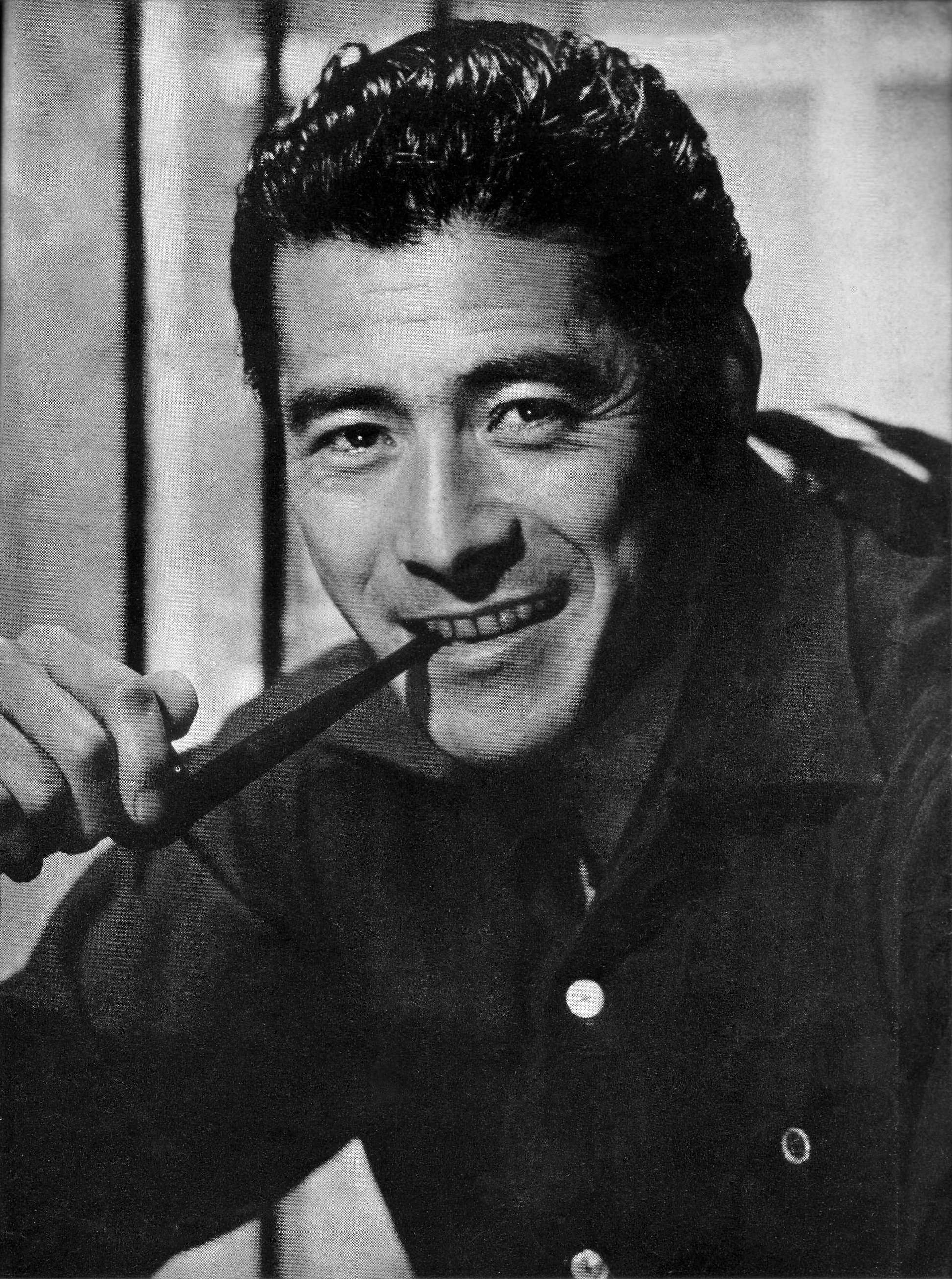
Toshirō Mifune, actor și regizor japonez
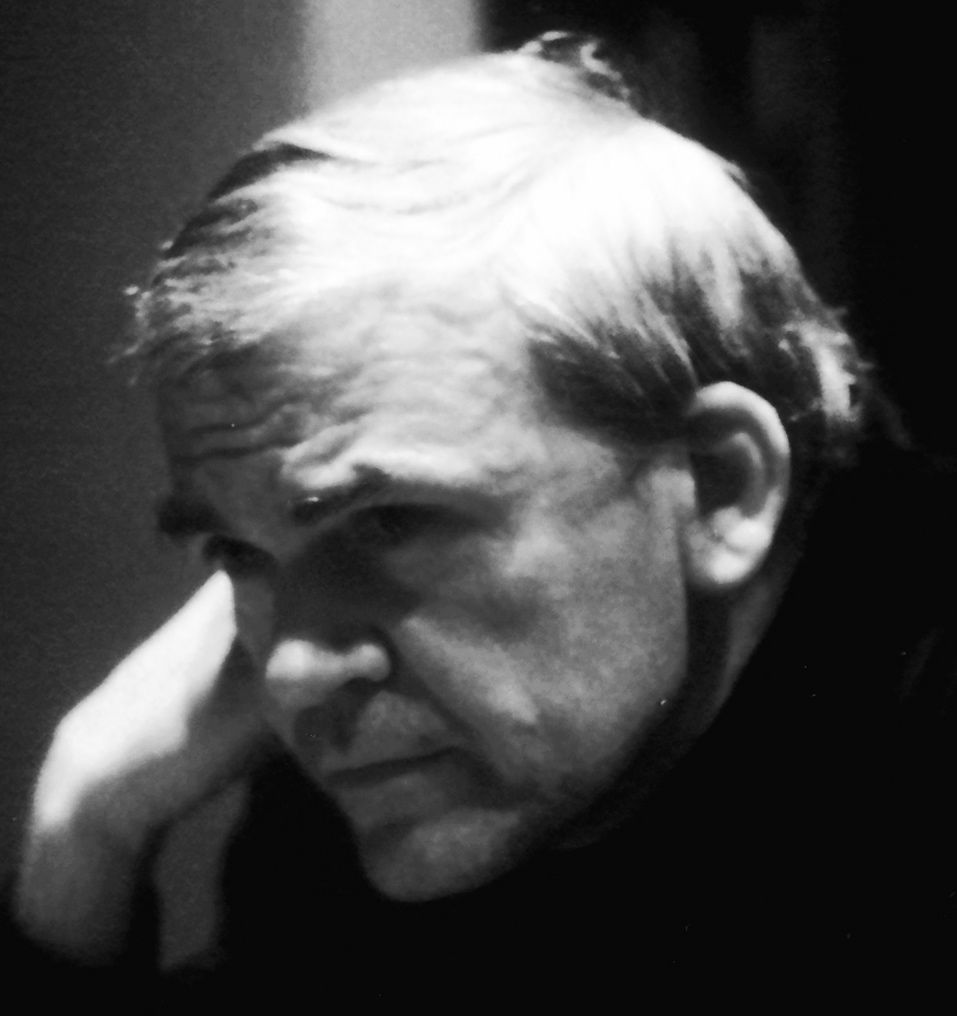
Milan Kundera, scriitor francez de origine cehă

- 1944: Cornel Patrichi, balerin, coregraf și actor român (d. 2016)
- 1945: Theodor Codreanu, critic și istoric literar român
- 1946: Jean-François Garreaud, actor francez (d. 2020)
- 1951: Daniel Varela Suanzes-Carpegna, politician spaniol
- 1952: László Tőkés, politician român
- 1953: Alberto Zaccheroni, fotbalist italian
- 1954: Pernille Frahm, politiciană daneză
- 1955: Mircea Dușa, politician român (d. 2022)
- 1955: Matthias Behr, scrimer german
- 1958: Hiromi Kawakami, scriitoare japoneză
- 1959: Helmuth Duckadam, fotbalist român (d. 2024)
- 1962: Anca Damian, producătoare, scenaristă și regizoare română
- 1967: Dragoș Moștenescu, actor și scenarist român
- 1972: Florin Cîțu, politician și economist român, prim-ministru al României (2020-2021)
- 1976: Clarence Seedorf, fotbalist olandez
- 1978: Anamaria Marinca, actriță română
- 1979: Elizabeth Gutierrez, actriță americană de origine mexicană
- 1980: Randy Orton, wrestler american
- 1983: Ana Amorim, handbalistă braziliană
- 1985: Nicholas Medforth-Mills, nepotul Regelui Mihai I al României
- 1987: Ding Junhui, jucător profesionist chinez de snooker

## Decese
- 1204: Eleanor de Aquitania, regină consort a Franței și regină consort a Angliei (n. 1122)
- 1548: Sigismund I al Poloniei, regele Poloniei (n. 1467)
- 1621: Cristofano Allori, pictor italian (n. 1577)
- 1709: Henri Jules, Prinț de Condé (n. 1643)
- 1802: Joseph Duplessis, pictor francez (n. 1725)
- 1857: Théodolinde de Beauharnais, contesă de Württemberg (n. 1643)
- 1918: Alexandre Rachmiel, pictor francez (n. 1835)
- 1922: Carol I al Austriei (n. 1887)
- 1926: Charles Angrand, pictor francez (n. 1854)
- 1947: George al II-lea al Greciei (n. 1890)
- 1953: Hans Otto Roth, politician democrat sas, deținut politic (n. 1890)

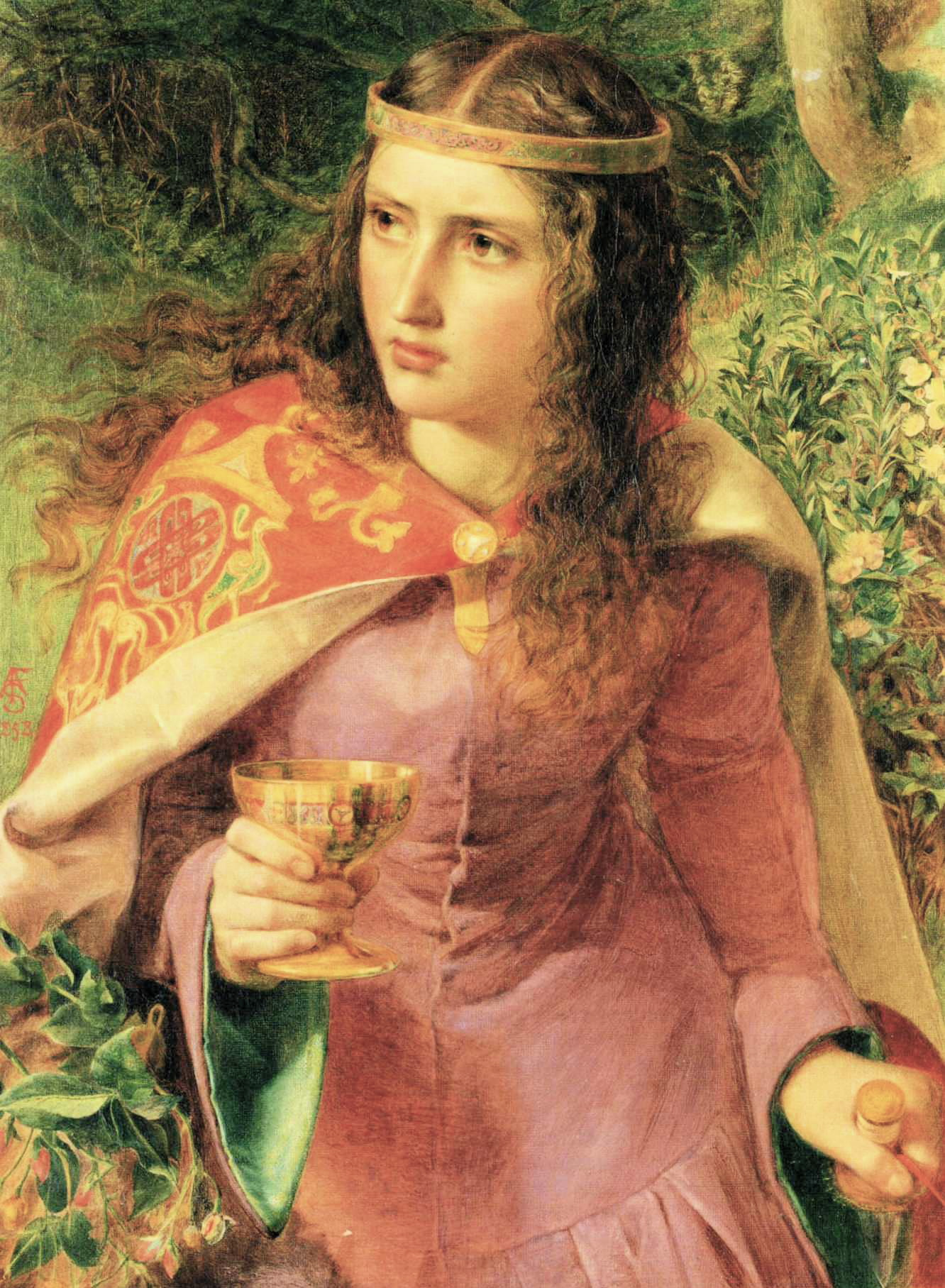
Eleanor de Aquitania, regină consort a Franței și a Angliei
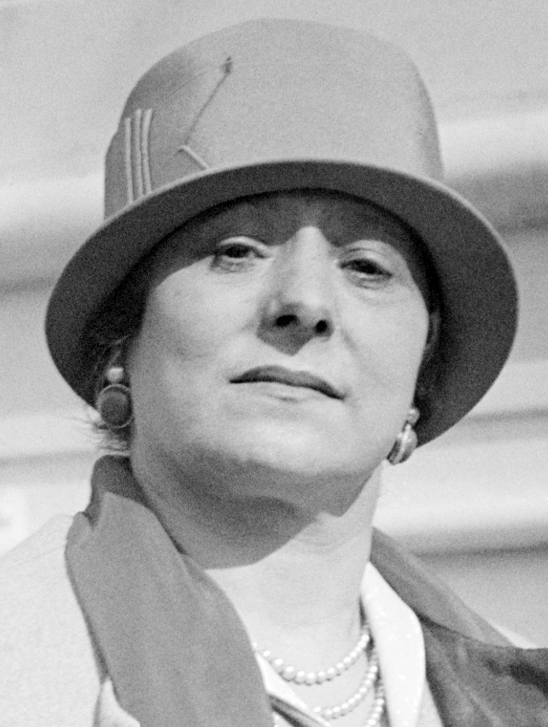
Helena Rubinstein, femeie de afaceri americană de origine polonă
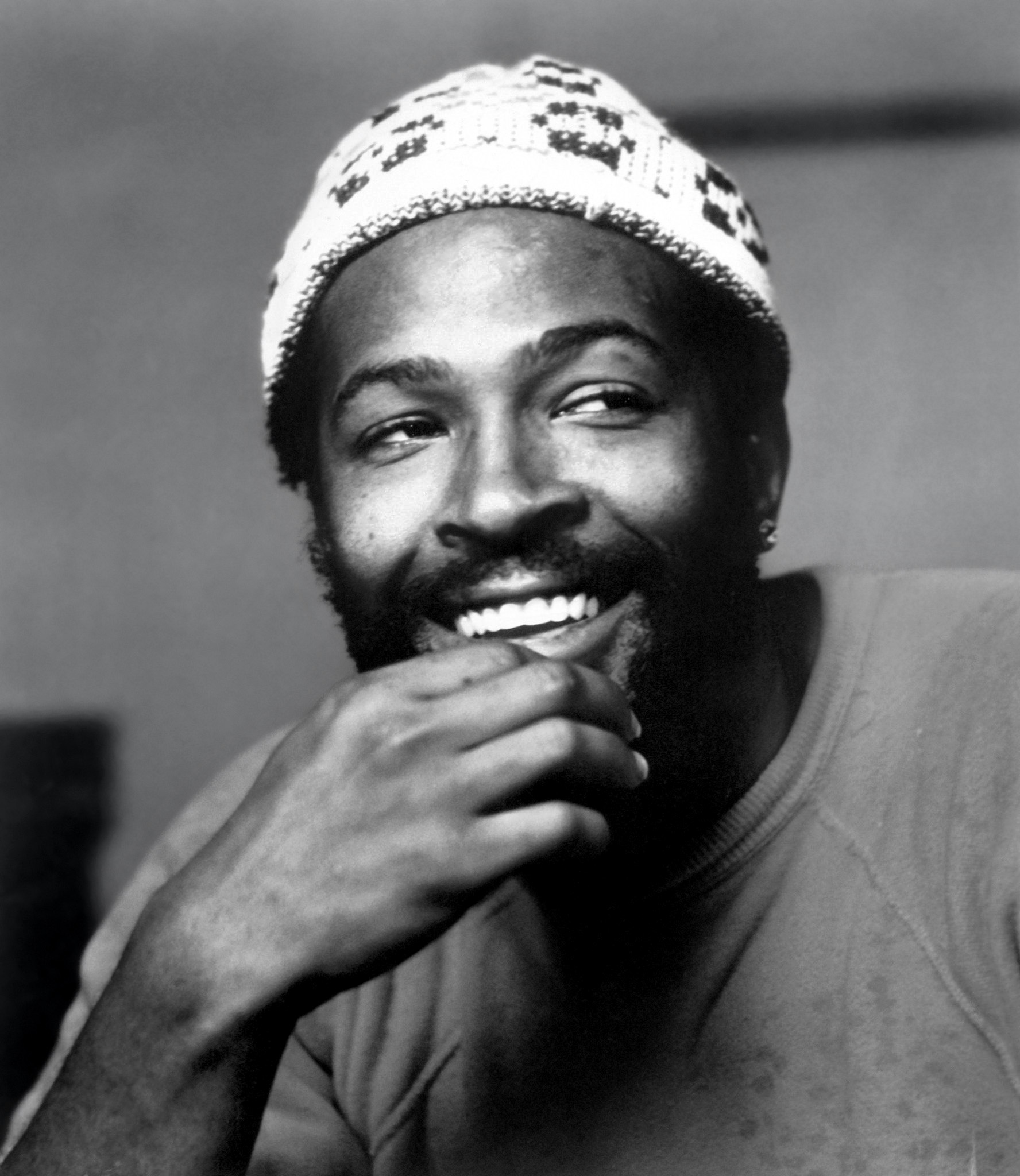
Marvin Gaye, muzician american

- 1962: Camil Ressu, pictor român (n. 1880)
- 1965: Helena Rubinstein, femeie de afaceri americană de origine polonă (n. 1870)
- 1968: Lev Landau, fizician rus, laureat al Premiului Nobel (n. 1908)
- 1976: Max Ernst, sculptor german (n. 1891)
- 1984: Marvin Gaye, muzician american (n. 1939)
- 1988: Augustin Z.N. Pop, folclorist, istoric literar român (n. 1910)
- 1994: Robert Doisneau, fotograf francez (n. 1912)
- 2002: Simo Häyhä, lunetist finlandez supranumit "Moartea albă"  (n. 1905)
- 2003: Mihai Mereuță, actor român de teatru și film (n. 1924)
- 2008: Sabin Bălașa, pictor, regizor și scriitor român (n. 1932)
- 2015: Nicolae Rainea, arbitru de fotbal român (n. 1933)
- 2017: Evgheni Evtușenko, poet rus (n. 1933)
- 2022: Petre Ivănescu, handbalist și antrenor român (n. 1936)
- 2023: Hristo Jivkov, actor bulgar (n. 1975)
- 2025: Val Kilmer, actor american (n. 1959)

## Sărbători
- Ziua păcălelilor
- Ziua păsărilor